# Saranda
Saranda (alb. Sarandë, Saranda, staroż. Onchesmus, gr. Άγιοι Σαράντα, Áyii Saránda, wł. Santi Quaranta) – miasto w południowej Albanii, stolica okręgu Saranda w obwodzie Wlora. Jest położone nad Morzem Jońskim, u północnego krańca zatoki o tej samej nazwie, na wprost greckiej wyspy Korfu. Autochtoniczna ludność grecka stanowi ok. 10% populacji, a miasto jest jednym z dwóch głównych (obok Gjirokastër) ośrodków koncentracji Greków w Albanii.

## Nazwa miasta
Nazwa miasta, zarówno z greckiego jak i z włoskiego, oznacza „Czterdziestu Świętych” i odnosi się do Czterdziestu męczenników z Sebasty.

## Warunki naturalne
Miasto uczepione jest skalistych, wapiennych stoków, opadających stromymi zerwami do morza. Klimat jest tu ciepły, ale łagodny. Najniższe temperatury rzadko spadają poniżej 0 °C. Średnia temperatura stycznia waha się między 8,6 a 13,3 °C. Średnie temperatury miesięczne od maja do października nie spadają z reguły poniżej 20 °C, ale maksymalne temperatury lipca-sierpnia rzadko przekraczają 40 °C. Roczna suma opadów jest wysoka, wynosi 1100 - 1740 mm, jednak przypadają one prawie wyłącznie na chłodne półrocze, od października do marca. W lipcu z reguły nie spada ani kropla deszczu. Opady śniegu i silne wiatry należą do wyjątkowych rzadkości.

## Historia
W 1912 r., tuż po ogłoszeniu albańskiej deklaracji niepodległości, Saranda liczyła jedynie 110 mieszkańców. W XX wieku Saranda dwukrotnie znalazła się na powrót w Granicach Grecji - w latach 1913 i 1914-1916 z udziałem greckich powstańców Autonomicznej Republiki Północnego Epiru w 1914 r. W całym okręgu do dziś zamieszkuje bardzo silna mniejszość grecka. Saranda była okupowana przez Włochy pomiędzy 1916 a 1920 r. (Włoski Protektorat w południowej Albanii). Pierwsze drogi i budynki municypalne powstały w latach 30. XX w. Gdy w 1939 r. wojska Mussoliniego zajęły Albanię, Sarandę przemianowano na Porto Edda - na cześć najstarszej córki dyktatora Eddy Ciano. Włosi planowali urządzić tu zaciszny ośrodek wypoczynkowy, jednak na przeszkodzie stanęła im aktywna działalność tutejszej partyzantki. Wycofując się faszyści podpalili miasto.
W rok po wyzwoleniu Saranda liczyła zaledwie 1,5 tys. mieszkańców, w 1960 r. - ok. 4 tys. W 1957 r. miasto liczyło już 8,7 tys. mieszkańców i zostało stolicą okręgu.

## Współczesność
Mieszkańcy pracują głównie w budownictwie, rybołówstwie i przetwórstwie rybnym. Coraz większego znaczenia nabierają usługi, zwłaszcza w obliczu szybko rozwijającego się ruchu turystycznego. Poziom bezrobocia w 2008 r. wynosił 8,32%.
Saranda to jedno z najchętniej odwiedzanych miast nadmorskich w Albanii. Turystów przyciągają liczne plaże oraz górskie krajobrazy w otoczeniu, plantacje owoców cytrusowych, gaje oliwne, winnice i pastwiska. Okoliczne wody obfitują w ryby i skorupiaki.

### Zobacz też

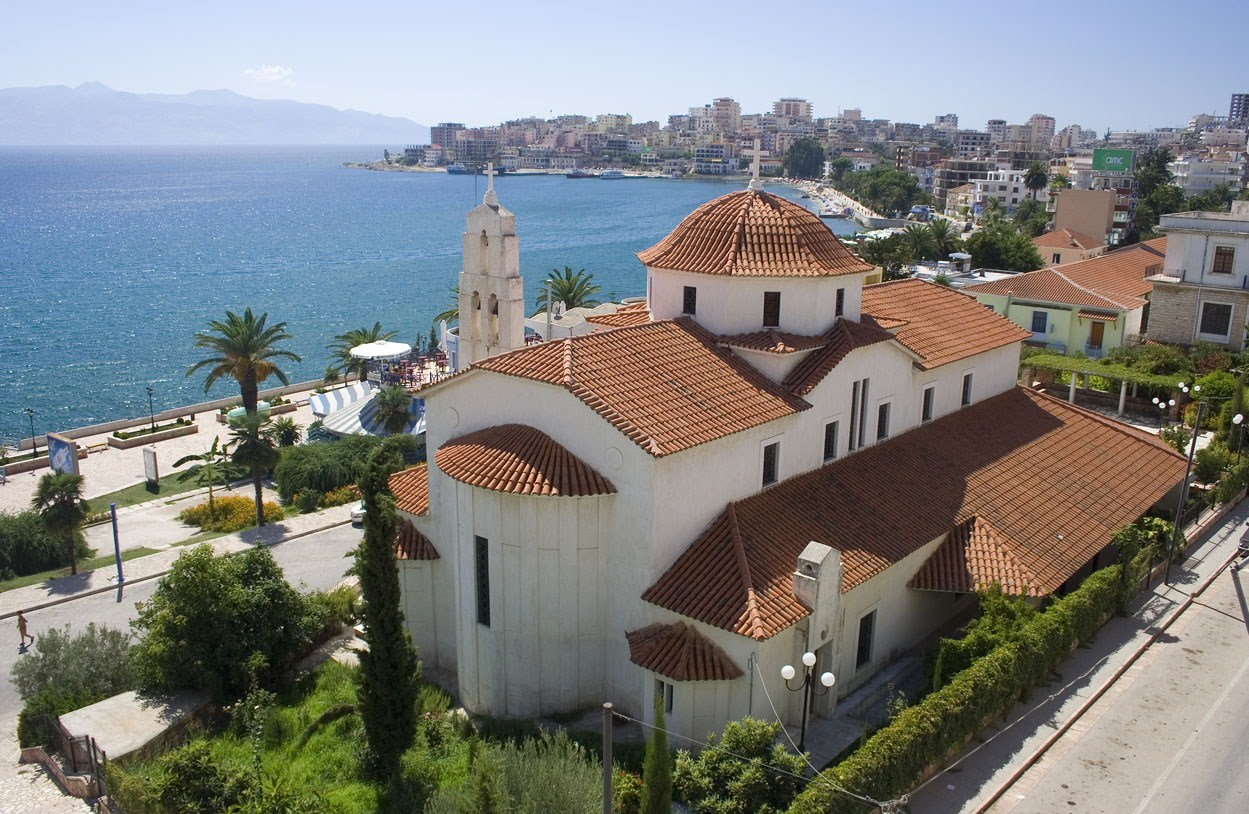
Kościół prawosławny
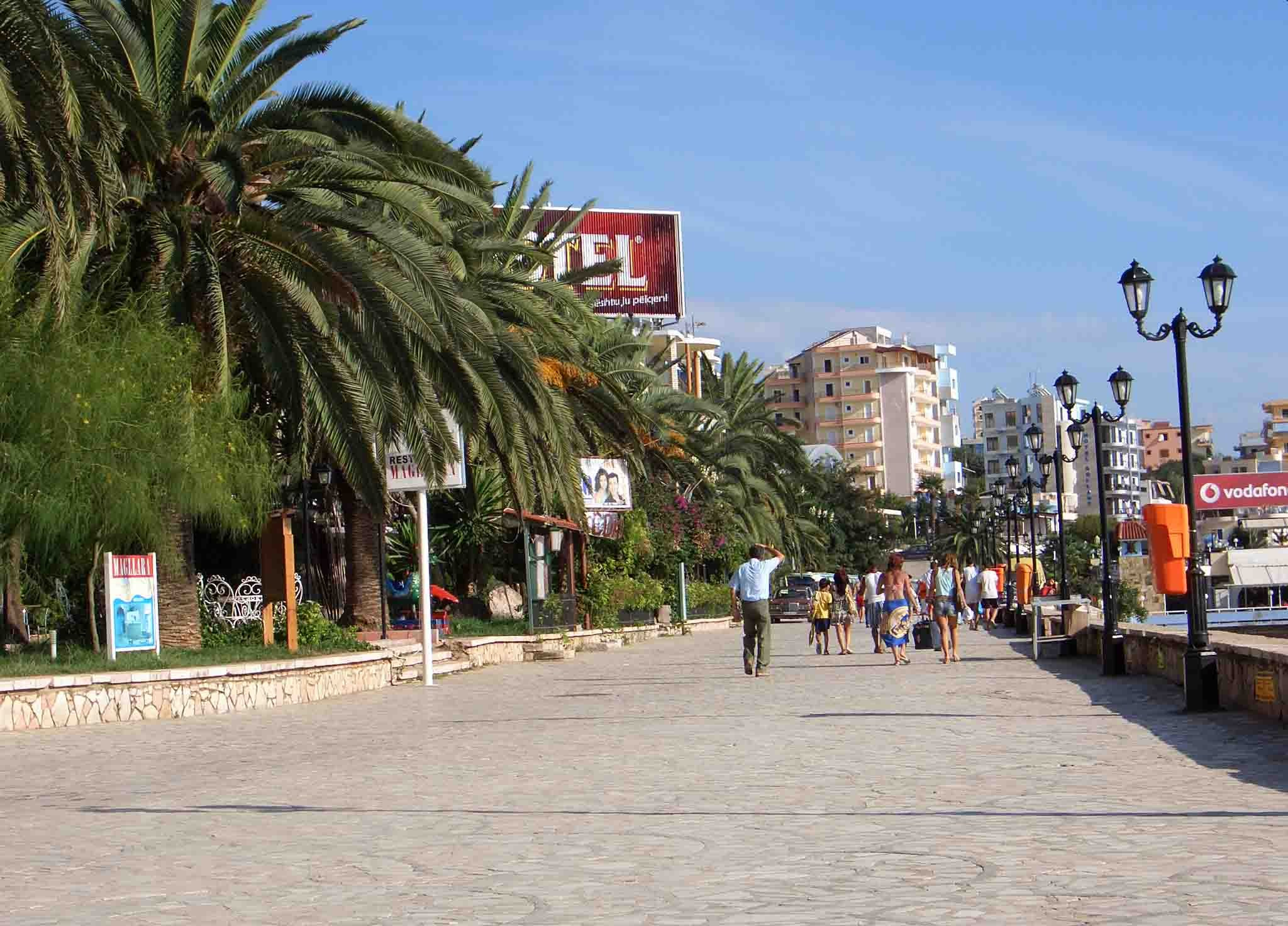
Nadmorski deptak
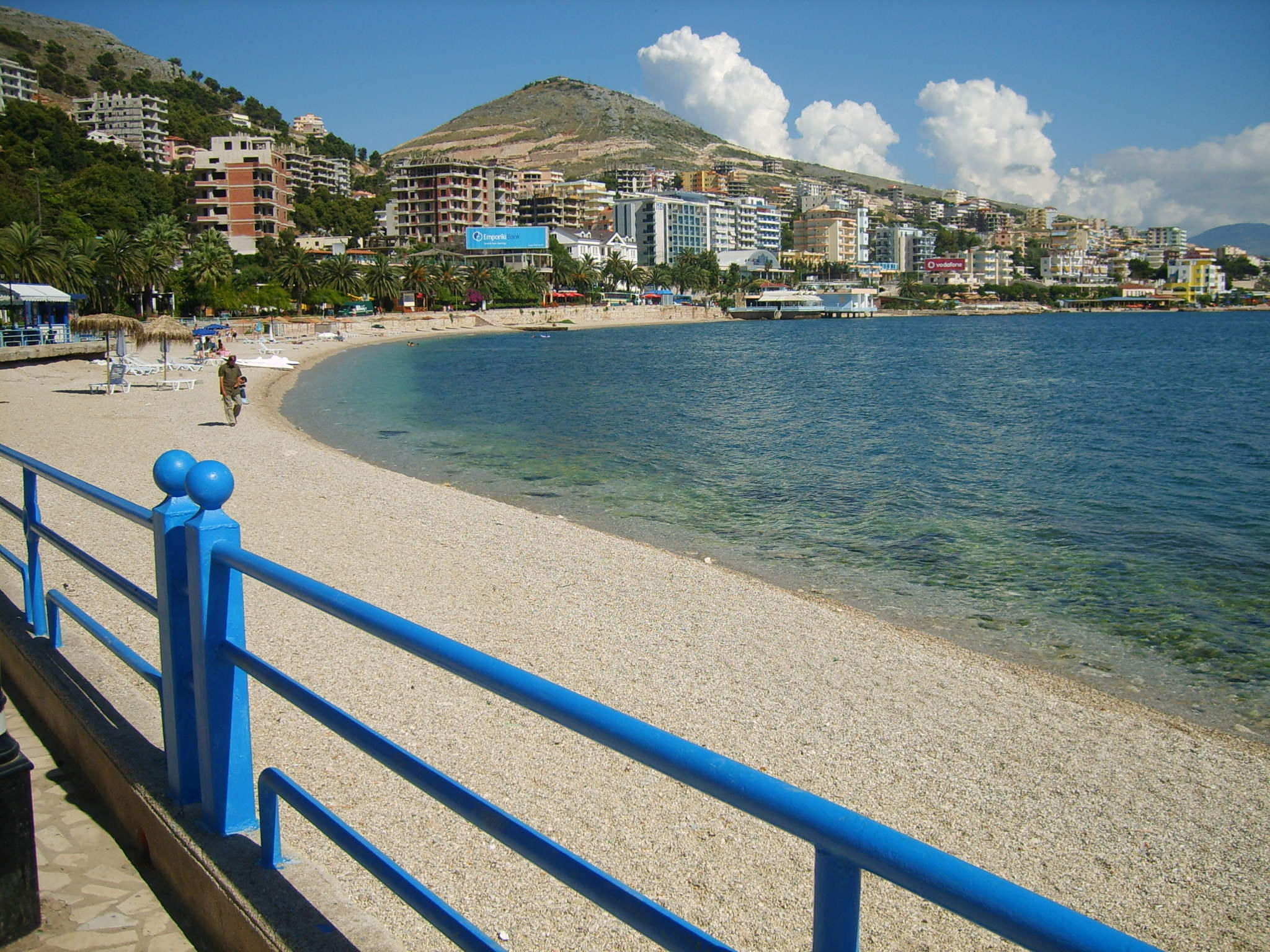
Publiczna plaża

## Miasta partnerskie
- Korfu, Grecja